# 雍闓
雍 闓（よう がい、? - 225年）は、中国後漢末期から三国時代にかけての武将。『三国志』蜀志「呂凱伝」などに記録がある。益州南部の建寧郡の豪族。

## 生涯
前漢の雍歯の末裔とされている（「呂凱伝」）。
劉備の死後、蜀の支配を受けることに抵抗し太守正昂を殺害、張裔を捕縛して反乱を起こした。李厳は手紙を送って説得を試みた。しかし雍闓は「天には二つの太陽は無く、地には二人の王はいないという。しかし今は天下が三分されており、遠くの者は誰に属したらいいものか分からず戸惑っているのです」と答えたという。反乱は隣接する郡にも広がり、朱褒や高定もこれに同調した。ただし永昌郡だけはこれに同調しなかった。
雍闓は、呉に服属していた交州の士燮を通じ呉への帰服を申し出て、捕えていた張裔を呉に送った。また、呉の交州刺史であった歩騭の取次ぎも受け、雍闓は孫権から永昌太守に任命された。
雍闓は高定と共に永昌郡を襲撃したが、領民をまとめ郡境を塞いだ呂凱に侵攻を阻止された（「呂凱伝」）。これを受けて諸葛亮自らが李恢・馬忠に軍勢を分けて討伐したが、雍闓は討伐軍が到達する前に、益州太守を名乗っていた王士とともに高定の部下に殺害された（『華陽国志』南中志）。

## 三国志演義
小説『三国志演義』では、劉備没後に南蛮王孟獲の扇動を受けて、反乱を起こした益州南部3郡の太守の一人として登場する。諸葛亮の討伐軍に抵抗するが、諸葛亮の計略にかかった高定の部下鄂煥に斬殺されている。